# Kenneth Armitage

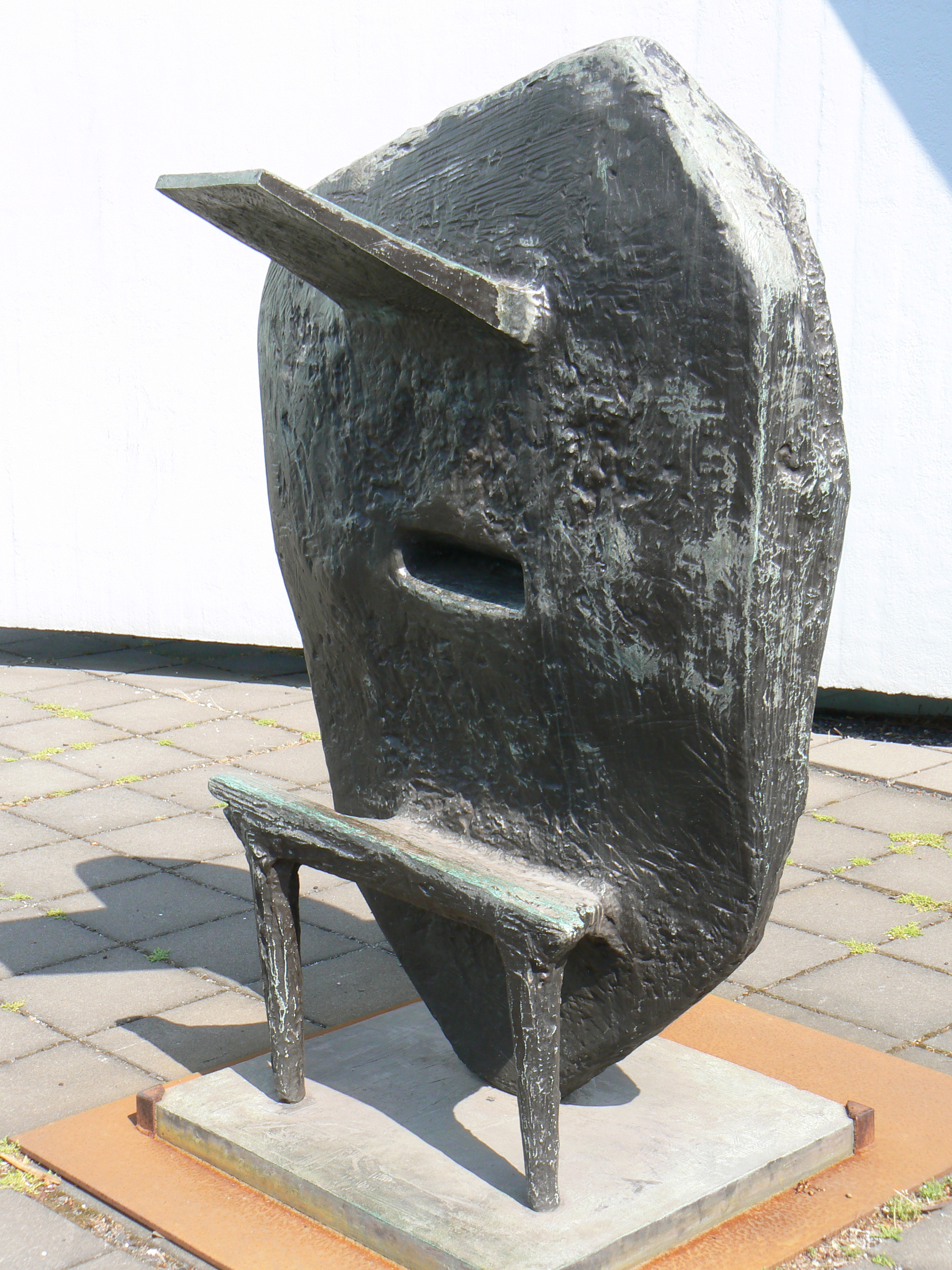
The Prophet (1961) Lehmbruck-Museum

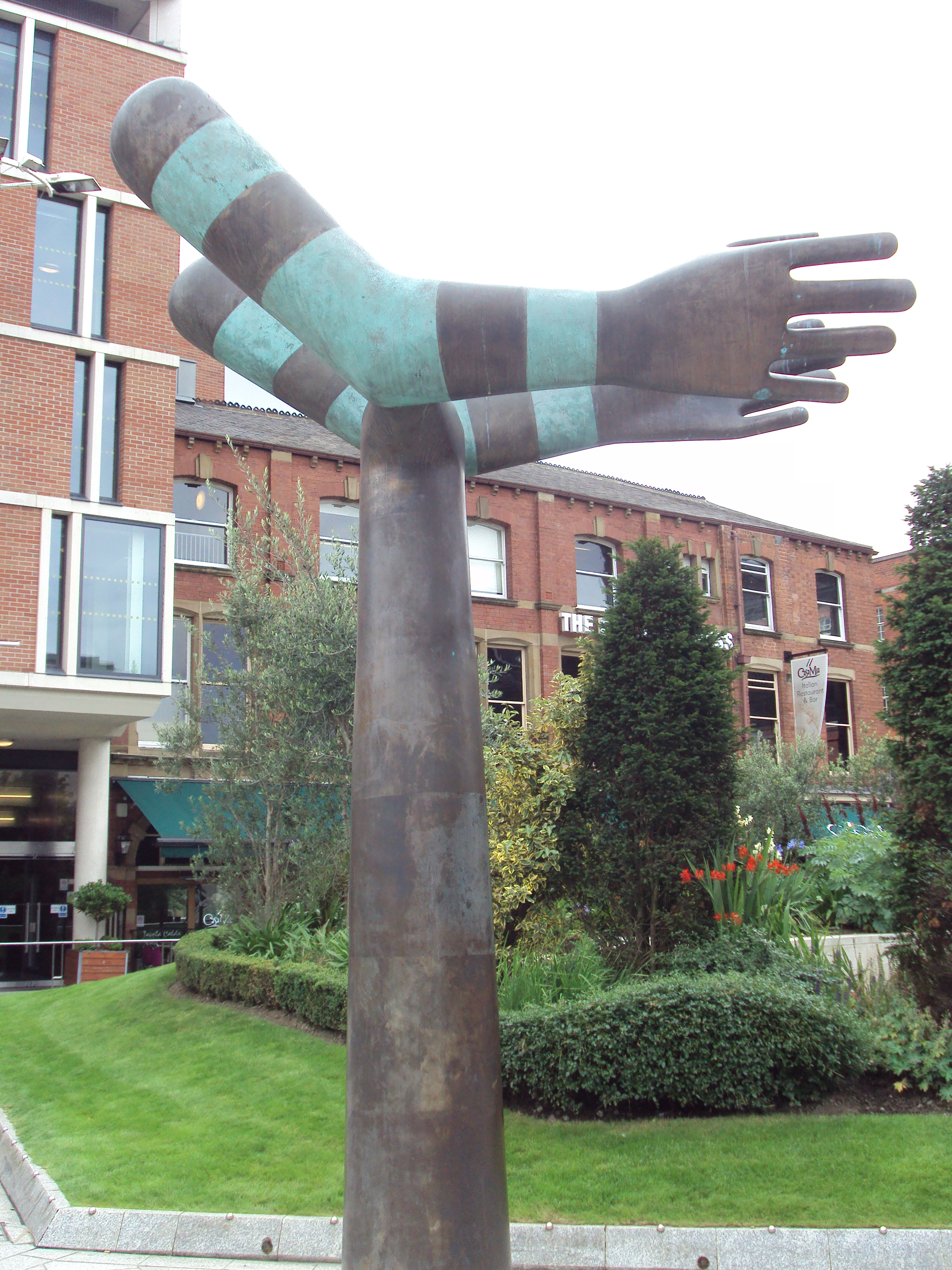
Both Arms (2000), Leeds

Kenneth Armitage (Leeds, 18 juli 1916 – Londen, 22 januari 2002) was een Britse beeldhouwer.

## Leven en werk
Armitage studeerde achtereenvolgens aan het Leeds College of Arts in Leeds van 1934 tot 1937 en aan de Slade School of Fine Art in Londen van 1937 tot 1939. De Tweede Wereldoorlog, waarin hij als militair werd opgeroepen, maakte een tijdelijk einde aan zijn carrière. In 1946 werd hij benoemd tot hoofd van de afdeling beeldhouwkunst aan de Bath Academy of Art in Corsham, (Wiltshire).
1952 bracht voor vele Britse beeldhouwers een keerpunt. Met kunstenaars als Reg Butler, Lynn Chadwick, Eduardo Paolozzi, William Turnbull vulde Armitage het Britse paviljoen tijdens de Biënnale van Venetië met de expositie New Aspects of British Sculpture. Armitage's carrière nam een hoge vlucht. Vele tentoonstellingen volgden, waaronder Sonsbeek, Arnhem in 1955 en later ook Museum Boijmans Van Beuningen, Rotterdam. In Duitsland was Armitage in Kassel met werk aanwezig bij documenta II in 1959 en III in 1964.
In 1958 had Armitage een solotentoonstelling op de Biënnale van Venetië en won de David E. Bright Foundation Award. In 1962 nam hij weer deel aan de Biënnale van Venetië (samen met beeldhouwers als Henry Moore, Reg Butler, Eduardo Paolozzi, William Turnbull, Bernard Meadows en Lynn Chadwick). In 1962 volgde de aankoop van zijn werk Monitor uit 1961 door het Kröller-Müller Museum. Het werk van Armitage dat eerst werd geïnspireerd door beeldhouwers als Alberto Giacometti en Pablo Picasso, had zich reeds veranderd in een meer expressionistische, persoonlijke stijl, die meer weg had van Barbara Hepworth en Henry Moore.
Zijn exposities konden worden gezien in vele landen van Europa, de Verenigde Staten, Japan en Zuid-Amerika. Zijn werk is opgenomen in de collecties van musea en instellingen.

## Werken (selectie)
- Collectie Skulpturenmuseum Glaskasten in de openbare ruimte van Marl: Sitting People (1952/4)
- Yorkshire Sculpture Park: Figure on its back (1960)
- Beeldenpark van het Kröller-Müller Museum in Otterlo: Monitor (1961)
- Beeldenpark van het Lehmbruck-Museum in Duisburg: The Prophet (1961)
- Tate Modern in Londen: onder andere People in the Wind (1950), Seated Woman with Square Head (1955), Diarchy (1957) en Pandarus (Version 8) (1963)
- beeldenpark van het Museo de Bellas Artes de Caracas: Pandarus (1964)
- Museum of Modern Art in New York: Family Going for a Walk (1951)
- beeldenpark van het Beeldenpark Hakone in Hakone, Japan: Both Arms (1969)
- Jerwood Sculpture Trail, Ragley Hall (Warwickshire): Standing Figure IX (1961)
- Cass Sculpture Foundation, Goodwood (West Sussex): Legs Walking (2001)
- Nelson Mandela Garden, Leeds: Both Arms (2000)